# 10090 Sikorsky
10090 Sikorsky este un asteroid din centura principală de asteroizi.

## Descriere
10090 Sikorsky este un asteroid din centura principală de asteroizi. A fost descoperit pe 13 octombrie 1990 la Observatorul de Astrofizică din Crimeea de Liudmila Karacikina și Galina Ričardovna Kastel'. Asteroidul prezintă o orbită caracterizată de o semiaxă mare de 2,37 ua, o excentricitate de 0,13 și o înclinație de 6,3° în raport cu ecliptica.